# Wybrand Hendriks

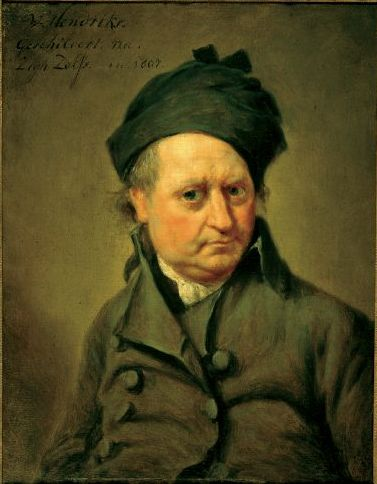
Selbstporträt 1807

Wybrand Hendriks (* 24. Juni 1744 in Amsterdam; † 28. Januar 1831 in Haarlem) war ein niederländischer Maler und Kustos des Teylers Museums in Haarlem. 
Wybrand Hendriks wurde in einer Bildhauerfamilie als Sohn des Bildhauers Hendrik Hendriksz (ca. 1704–1782) und seiner Frau Aaltje Claasdr geboren. Beide seine Brüder (Hendrik der Jüngere und Frans) wurden auch Bildhauer. Seine einzige Schwester, Cornelia, heiratete den Bildhauer Rijk Rijke.
Wybrand Hendriks erlernte das Malerhandwerk bei der Arbeit in der Tapetenfabrik von Johannes Remmers in Amsterdam. 1772 kaufte er eine Tapetenfirma von Anthony Palthe. Im Jahr 1775 heiratete er Palthes Witwe Agatha Ketel. Im gleichen Jahr besuchte er England und Belgien.
In den 1780er Jahren war er fünf Jahre lang einer der Direktoren der Haarlemer Zeichenakademie. Von 1786 bis 1819 war er Kurator der Teyler-Stiftung in Haarlem und wohnte im "Fundatiehuis".
Wybrand Hendricks kümmerte sich um die Bereicherung der Museumssammlungen. Er erwarb 1790 eine bedeutende Sammlung von 1700 italienischen Zeichnungen aus der Sammlung der Königin Christina von Schweden (Sammlung Odescalchi) mit Werken von Michelangelo und Raffael.
Nach dem Tode seiner Ehefrau Agatha Ketel 1802 heiratete er 1806 Geertruid Harmsen, die 1817 starb.
Zwei Jahre später zog er in ein Haus am Oude Gracht, wo er 1831 im Alter von 86 Jahren starb.
Er schuf hauptsächlich Porträts, u. a. des Arztes und Wissenschaftlers Martinus van Marum, sowie Landschaften und Stillleben.
Er war seit 1809 korrespondierendes Mitglied der Königlich Niederländischen Akademie der Wissenschaften (Koninklijk Instituut).